# Lundströms bokradio
Lundströms bokradio är Sveriges Radios litteraturprogram, som leds av radiojournalisten och författaren Marie Lundström. Programmet hade premiär 8 september 2012.
Marie Lundström bjuder på författarmöten, lyrikläsningar, lästips och reportage från Sverige och världen. I programmet hörs profilerade författare diskutera klassikerna, och sig själva och sina verk. 
I Lundströms bokradio ingår även serien Bokcirkeln, där några inbjudna läser och diskuterar ett verk. 